# والتر ستيفن جود
والتر ستيفن جود (بالإنجليزية: Walter S. Judd)‏ هو عالم نبات أمريكي، ولد في 1951 في فيربانكس في الولايات المتحدة.